# 11è Festival Internacional de Cinema de Berlín
L'11è Festival Internacional de Cinema de Berlín va tenir lloc entre el 23 de juny i el 4 de juliol de 1961. L'Os d'Or fou atorgat a la pel·lícula italiana La notte dirigida per Michelangelo Antonioni.

## Jurat
Els membres del jurat del festival van ser:
- James Quinn (president del jurat)
- France Roche
- Marc Turfkruyer
- Satyajit Ray
- Gian Luigi Rondi
- Hirosugu Ozaki
- Nicholas Ray
- Falk Harnack
- Hans Schaarwächter

## Pel·lícules en competició
Les següents pel·lícules van competir per a l'Os d'Or i l'Os de Plata:
| Títol                         | Director(s)                              | País            |
| ----------------------------- | ---------------------------------------- | --------------- |
| A Morte Comanda o Cangaço     | Carlos Coimbra, Walter Guimares Motta    | Brasil          |
| Almurahikat                   | Ahmed Diaa Eddine                        | Egipte          |
| Amélie ou le temps d'aimer    | Michel Drach                             | França          |
| Antigoni                      | Yorgos Javellas                          | Grècia          |
| Anuradha                      | Hrishikesh Mukherjee                     | Índia           |
| Das Wunder des Malachias      | Bernhard Wicki                           | Àustria         |
| Die Ehe des Herrn Mississippi | Kurt Hoffmann                            | Alemanya        |
| I faresonen                   | Bjørn Breigutu                           | Noruega         |
| Kırık Çanaklar                | Memduh Ün                                | Turquia         |
| L'Amant de cinq jours         | Philippe de Broca                        | França          |
| L'assassino                   | Elio Petri                               | Itàlia          |
| La notte                      | Michelangelo Antonioni                   | Itàlia          |
| La patota                     | Daniel Tinayre                           | Argentina       |
| Los jóvenes                   | Luis Alcoriza                            | Mèxic           |
| Mabu                          | Dae-jin Kang                             | Corea del Sud   |
| Macbeth                       | George Schaefer                          | Estats Units    |
| Makkers Staakt uw Wild Geraas | Fons Rademakers                          | Països Baixos   |
| No Love for Johnnie           | Ralph Thomas                             | Regne Unit      |
| Prae dum                      | Rattana Pestonji, Ratanavadi Ratanabhand | Tailàndia       |
| Question 7                    | Stuart Rosenberg                         | Estats Units    |
| Romanoff and Juliet           | Peter Ustinov                            | Estats Units    |
| The Pleasure of His Company   | George Seaton                            | Estats Units    |
| Traumland der Sehnsucht       | Wolfgang Müller-Sehn                     | Grècia          |
| Tulipunainen kyyhkynen        | Matti Kassila                            | Finlàndia       |
| Two Loves                     | Charles Walters                          | Estats Units    |
| Une femme est une femme       | Jean-Luc Godard                          | França          |
| Warui yatsu hodo yoku nemuru  | Akira Kurosawa                           | Japó            |
| Yi wan si qian ge zheng ren   | Wang Hao                                 | R.P. de la Xina |

## Premis

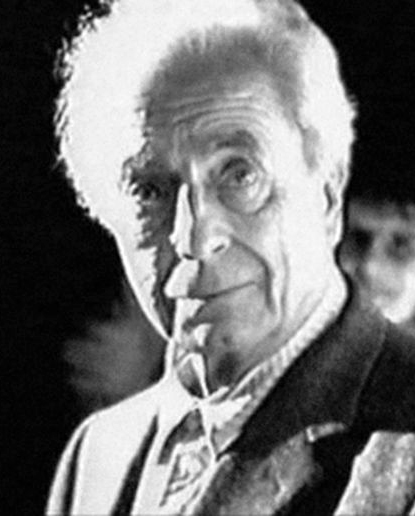
Michelangelo Antonioni, guanyador de l'Os d'Or de l'any.

The following prizes were awarded by the Jury:
- Os d'Or: La notte de Michelangelo Antonioni
- Os de Plata a la millor direcció: Bernhard Wicki per Das Wunder des Malachias
- Os de Plata a la millor interpretació femenina: Anna Karina per Une femme est une femme
- Os de Plata a la millor interpretació masculina: Peter Finch per No Love for Johnnie
- Os de Plata Premi Extraordinari del Jurat: Mabu de Dae-jin Kang
- Os de Plata Premi Extraordinari del Jurat: Une femme est une femme de Jean-Luc Godard
- Os de Plata: Makkers Staakt uw Wild Geraas de Fons Rademakers
- Premi pel·lícules joves
  - Millor curtmetratge per a gent jove: De lage landen de George Sluizer
  - Millor documental adequat per a gent jove: Description d'un combat de Chris Marker
  - Millor pel·lícula adequada per a gent jove: Question 7 de Stuart Rosenberg
- Premi pel·lícules del jovent - Menció d'Honor 
  - Millor curtmetratge adequat per a gent jove: Gesicht von der Stange? de Raimund Ruehl
- Premi FIPRESCI
  - La notte de Michelangelo Antonioni
- Premi OCIC 
  - Question 7 de Stuart Rosenberg
- Premi C.I.D.A.L.C.
  - La patota de Daniel Tinayre